# Strobów
Strobów – wieś w Polsce położona w województwie łódzkim, w powiecie skierniewickim, w gminie Skierniewice.
Wieś szlachecka położona była w drugiej połowie XVI wieku w powiecie rawskim ziemi rawskiej województwa rawskiego. 
Interesująca wieś na skraju Wzniesień Łódzkich z dobrze zachowanym dworem z II połowy XIX w. i pozostałością parku krajobrazowego. Po roku 1913 dwór należał do rodziny Strakaczów, właścicieli nieistniejącego już browaru w Skierniewicach, słynnego z dobrej jakości piwa. Obecnie użytkowany jest przez Dom Dziecka. Rozległe stawy, powstałe ze spiętrzenia rzeki Łupie, będące własnością Okręgowego Związku Wędkarskiego, znane z obfitości ryb, przyciągają także okolicznych myśliwych, polujących tu na dzikie kaczki.
Dwór murowany z 1907, przebudowany w 1938 roku. Pałac do II wojny światowej był własnością Władysława Strakacza, z pochodzenia Czecha. Po wojnie w wyniku reformy rolnej majątek został rozparcelowany. Resztę około 70 ha i pałac przejęło w 1945 roku schronisko dla sierot wojennych (później Dom Dziecka). Ziemia zmieniła kilkakrotnie właściciela, w 1966 roku przejął ją Zakład Doświadczalny Sadownictwa w Dąbrowicach.
Oddalony o kilka kilometrów od Skierniewic, dawna posiadłość ziemska Władysława Strakacza. W Strobowie właściciel skierniewickiego browaru osiadł tuż po ślubie z Michaliną Mankielewiczówną (1907). Porównując zachowane zdjęcia i obrazy przedstawiające posiadłość, wydaje się, że dworek pozostał w zasadzie nienaruszony. Jednym z budynków gospodarczych majątku w Strobowie była wieża, która w tej chwili pozbawiona jest swojej najwyższej kondygnacji.
Park krajobrazowy przy dworze, z początku XIX wieku, przekomponowany w 1938 roku.
Kapliczka przydrożna z 1. połowy XIX w. – murowana, czworościenna na wysokim cokole, z prostokątna wnęką, dach płaski.
W latach 1975–1998 miejscowość administracyjnie należała do województwa skierniewickiego.

## Zabytki
Według rejestru zabytków NID na listę zabytków wpisane są obiekty:
- zespół dworski, 1907:
  - dwór, nr rej.: 600 z 28.07.1983
  - park, nr rej.: 913 z 29.12.1967 oraz 281/913 z 5.05.1980